# 마리오 vs. 동키콩 (비디오 게임)
《마리오 VS. 동키콩》은 닌텐도 소프트웨어 테크놀로지가 개발하고 닌텐도가 배급한 2004년 플랫폼 게임이다. 《마리오》와 《동키콩》의 하위 시리즈 《마리오 vs. 동키콩》의 첫 번째 게임으로 게임보이 어드밴스로 제작됐다. 1994년 게임보이 게임 《동키콩》의 정신적 후속작이다.
플레이어는 마리오를 조종해 장난감을 도난한 동키콩을 추격해 스테이지를 돌파하는 것이 게임의 목표이다. 퍼즐과 플랫폼 요소로 무장한 게임 내의 장애물을 헤쳐나가 열쇠를 얻고 출구를 통과하거나 꼬마마리오 장난감을 구출하는 방식으로 진행된다.
발매 당시 《마리오 vs. 동키콩》은 외관과 게임플레이로 긍정적인 평가를 받았다. 첫 후속작 《마리오 vs. 동키콩 2》는 2006년 닌텐도 DS용으로 출시되었다. 2024년, 닌텐도 스위치 플랫폼으로 개발된 리메이크가 발매됐다.

## 출시
2011년 12월 16일 3DS 버추얼 콘솔용으로 출시되었으며 2017년 2월 9일 Wii U용으로 출시되었다.

## 리메이크
2023년 9월 14일, 닌텐도 다이렉트를 통해 리메이크가 닌텐도 스위치로 발매된다고 발표했다. 새로운 요소로 원작에 더해 새롭게 추가한 2개의 월드, 원작보다 쉬운 난이도의 '캐주얼 모드', 2인 플레이 대응, 보너스 스테이지 개량, 타임 어택 추가 등이 있다. 2024년 2월 16일 출시됐다.

## 평가
| 평가 |         |
| --- | ------- |
| 통합 점수 통합사 점수 메타크리틱 81/100 [ 4 ] 평론 점수 평론사 점수 에지 7/10 [ 5 ] EGM 7.33/10 [ 6 ] 유로게이머 8/10 [ 7 ] 패미츠 30/40 [ 8 ] 게임 인포머 7.5/10 [ 9 ] 게임프로 [ 10 ] 게임스팟 8/10 [ 11 ] 게임스파이 [ 12 ] 게임존 8.5/10 [ 13 ] IGN 8.5/10 [ 14 ] 닌텐도 파워 4.5/5 [ 15 ] |         |
| 통합 점수 |         |
| 통합사 | 점수    |
| 메타크리틱 | 81/100  |
| 평론 점수 |         |
| 평론사 | 점수    |
| 에지 | 7/10    |
| EGM | 7.33/10 |
| 유로게이머 | 8/10    |
| 패미츠 | 30/40   |
| 게임 인포머 | 7.5/10  |
| 게임프로 | [ 10 ]  |
| 게임스팟 | 8/10    |
| 게임스파이 | [ 12 ]  |
| 게임존 | 8.5/10  |
| IGN | 8.5/10  |
| 닌텐도 파워 | 4.5/5   |

### 내용주
1. ↑  영어: Mario vs. Donkey Kong, 일본어: マリオVSドンキーコング

### 참조주
1. ↑  “Mario Vs. Donkey Kong”. 《Nintendo.com》. 2017년 2월 9일. 2021년 1월 16일에 원본 문서에서 보존된 문서. 2020년 10월 24일에 확인함.
2. ↑  “『프린세스 피치 Showtime!』, 『페이퍼 마리오 1000년의 문』, 『루이지 맨션 2 HD』, 『마리오 vs. 동키콩』 등, Nintendo Switch로 발매되는 타이틀의 최신 정보를 전달!”. 《www.nintendo.co.kr》. 닌텐도. 2023년 9월 15일. 2024년 1월 12일에 확인함.
3. ↑  “새로운 월드에서 동키콩과 지혜 겨루기. 리메이크 버전 『마리오 vs. 동키콩』의 새로운 요소를 소개.”. 《www.nintendo.co.kr》. 닌텐도. 2024년 1월 11일. 2024년 1월 12일에 확인함.
4. ↑  “Mario vs. Donkey Kong for Game Boy Advance Reviews”. Metacritic. 2015년 10월 17일에 원본 문서에서 보존된 문서. 2015년 10월 19일에 확인함.
5. ↑  Edge staff (August 2004). “Mario vs. Donkey Kong”. 《Edge》. 139호. 103쪽.
6. ↑  EGM staff (July 2004). “Mario vs. Donkey Kong”. 《Electronic Gaming Monthly》 (180): 108.
7. ↑  Bramwell, Tom (2004년 11월 11일). “Mario vs. Donkey Kong”. Eurogamer. 2016년 1월 9일에 원본 문서에서 보존된 문서. 2015년 10월 19일에 확인함.
8. ↑  “マリオVSドンキーコング”. 《Famitsu》 809. 2004년 6월 18일.
9. ↑  Mason, Lisa (June 2004). “Mario vs. Donkey Kong”. 《Game Informer》. 134호. 137쪽. 2008년 1월 6일에 원본 문서에서 보존된 문서. 2015년 10월 19일에 확인함.
10. ↑  Dr. Chapstick (2004년 5월 24일). “Mario vs. Donkey Kong Review for Game Boy Advance on GamePro.com”. GamePro. 2005년 3월 8일에 원본 문서에서 보존된 문서. 2015년 10월 20일에 확인함.
11. ↑  Gerstmann, Jeff (2004년 5월 24일). “Mario vs. Donkey Kong Review”. GameSpot. 2016년 1월 9일에 원본 문서에서 보존된 문서. 2015년 10월 19일에 확인함.
12. ↑  Williams, Bryn (2004년 5월 26일). “GameSpy: Mario vs. Donkey Kong”. GameSpy. 2005년 11월 20일에 원본 문서에서 보존된 문서. 2015년 10월 19일에 확인함.
13. ↑  Hollingshead, Anise (2004년 6월 1일). “Mario Vs Donkey Kong Review - Game Boy Advance”. GameZone. 2009년 3월 18일에 원본 문서에서 보존된 문서. 2015년 10월 20일에 확인함.
14. ↑  Harris, Craig (2004년 5월 24일). “Mario vs. Donkey Kong”. IGN. 2015년 10월 8일에 원본 문서에서 보존된 문서. 2015년 10월 19일에 확인함.
15. ↑  “Mario vs. Donkey Kong”. 《Nintendo Power》 181: 119. July 2004.